# フェーニス
フェーニス（フランス語: Fénis）は、イタリア共和国ヴァッレ・ダオスタ州にある、人口約1,800人の基礎自治体（コムーネ）。

## 地理

### 位置・広がり

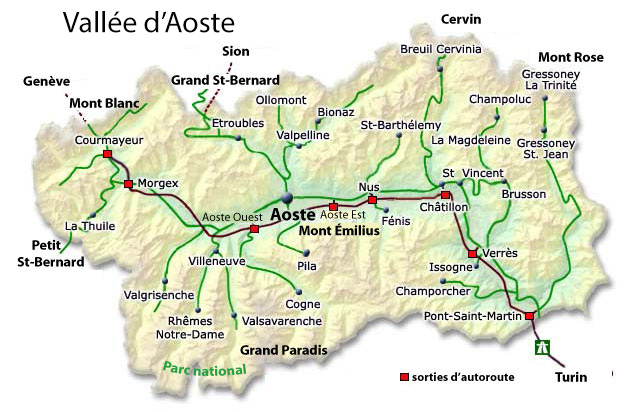
ヴァッレ・ダオスタ州地図

#### 隣接コムーネ
隣接するコムーネは以下の通り。
- シャンバーヴ
- シャンデプラ
- シャンポルシェ
- コーニュ
- ニュス
- サン＝マルセール
- ヴェラーユ

## 行政

### 分離集落
フェーニスには、以下の分離集落（フラツィオーネ）がある。
- Baraveyes, Barche, Chenoz, Chez Croiset, Chez Sapin, Cors, Fagnan, Les Crêtes, Misérègne, Perron, Pléod, Pommier, Tillier